# Jean Belissariote
Jean Belissariote (en grec byzantin : Ἰωάννης Βελισσαριώτης) est un dignitaire byzantin qui occupe des fonctions importantes à la fin du XIIe siècle.

## Biographie
Jean a un frère, du nom de Michel et tous les deux sont éduqués aux côtés de l'historien Nicétas Choniatès, grande figure intellectuelle de son temps, de même que Michel Choniatès, qui devient métropolite d'Athènes. Leur amitié est grande, au point que Nicétas Choniatès les qualifie de frères spirituels. Il loue leur bonté et leur noblesse. D'ailleurs, il épouse leur soeur vers 1185/1186. 
Jean Belissariote est mentionné dans une lettre de Michel Choniatès datée de 1194/1195. Il détient alors les offices de grande logariaste et de grand logothète ou plutôt de logothète du sekrèton. Dans cette dernière fonction, il aurait succédé à Théodore Kastamonitis. Belisariote est mentionné comme détenant les fonctions de grand logariaste et de logothète du sekrèton dans un acte du monastère de la Grande-Laure de l'Athos en 1196. Toutefois, l'année suivante, il n'apparaît plus que comme grand logariaste, indiquant qu'il a été remplacé sur son autre fonction, en l'occurrence par Nicétas Choniatès,. Belissariote est ensuite promu comme protasekretis et orphanotrophe, tandis que son frère devient éparque de Constantinople. Jean Belissariote est alors parmi les plus hauts dignitaires de l'Empire sous le règne d'Alexis III Ange (1195-1203), faisant partie des familles de l'aristocratie civile qui connaissent une promotion sous les Anges. 
Les deux frères survivent au sac de Constantinople de 1204 et se réfugient à Nicée, qui devient le siège du nouvel Empire de Nicée, continuation en exil de l'Empire byzantin. Jean Belissariote meurt à une date inconnue et Nicétas Choniatès lui consacre un texte à cette occasion.

## Sources
- (en) Nicétas Choniatès (trad. Harry Magoulias), O City of Byzantium, Annals of Niketas Choniatēs, Détroit, Wayne State University Press, 1984, 441 p. (ISBN 0-8143-1764-2, lire en ligne)
- Rodolphe Guilland, « Les Logothètes: Etudes sur l'histoire administrative de l'Empire byzantin », Revue des études byzantines, vol. 29,‎ 1971, p. 5-115 (lire en ligne)
- (en) Alicia Simpson, Niketas Choniates : A Historiographical Study, Oxford, Oxford University Press, 2013, 372 p. (ISBN 9780199670710, lire en ligne)